# Samsø (Käse)
Samsø ist ein dänischer Schnittkäse aus pasteurisierter Kuhmilch.
Entstanden ist er Anfang des 19. Jahrhunderts durch Initiative des dänischen Königs, der großes Interesse an der Herstellung von Käse hatte und daher Schweizer Käser ins Land holte, die den Dänen die Käserei beibringen sollten.
Als die dänischen Bauern die Techniken beherrschten, stellten sie ihren eigenen Käse her, den nach der Insel im Großen Belt benannten Samsø, der damit als Urtyp dänischer Käsereikunst gilt.
Samsø hat kleine Löcher und ist oft wie ein Schweizer Käse geformt. Die Naturrinde ist manchmal mit gelbem Wachs überzogen. Die Reifezeit beträgt zwischen drei und sechs Monaten.